# Міффлін Тауншип (округ Дофін, Пенсільванія)
Міффлін Тауншип (англ. Mifflin Township) — селище (англ. township) в США, в окрузі Дофін штату Пенсільванія. Населення — 816 осіб (2020).

## Демографія
Згідно з переписом 2010 року, у селищі мешкали 784 особи в 245 домогосподарствах у складі 209 родин. Було 272 помешкання
Расовий склад населення:
| - 98,9 % — білих - 0,8 % — чорних або афроамериканців - 0,1 % — корінних американців - 0,1 % — азіатів |

До двох чи більше рас належало 0,1 %. Частка іспаномовних становила 0,5 % від усіх жителів.
За віковим діапазоном населення розподілялося таким чином: 32,9 % — особи молодші 18 років, 55,7 % — особи у віці 18—64 років, 11,4 % — особи у віці 65 років та старші. Медіана віку мешканця становила 31,9 року. На 100 осіб жіночої статі у селищі припадало 114,2 чоловіків;  на 100 жінок у віці від 18 років та старших — 103,9 чоловіків також старших 18 років.
Середній дохід на одне домашнє господарство  становив 76 097 доларів США (медіана — 55 735), а середній дохід на одну сім'ю — 82 888 доларів (медіана — 57 813). Медіана доходів становила 50 083 долари для чоловіків та 36 875 доларів для жінок. За межею бідності перебувало 17,4 % осіб, у тому числі 22,9 % дітей у віці до 18 років та 8,4 % осіб у віці 65 років та старших.
Цивільне працевлаштоване населення становило 309 осіб. Основні галузі зайнятості: виробництво — 24,9 %, освіта, охорона здоров'я та соціальна допомога — 13,3 %, будівництво — 12,9 %.